# Eisschildmodell
Eisschildmodelle verwenden numerische Methoden, um die Evolution, Dynamik und Thermodynamik von Eisschilden wie z. B. dem grönländischen Eisschild, dem antarktischen Eisschild oder den großen Eisschilden der Nordhemisphäre während der letzten Eiszeit zu simulieren. Typische Anwendungsbeispiele sind Studien der Vereisung der Erde während vergangener Klimazyklen sowie Projektionen des Rückzugs der Eisschilde unter Bedingungen der globalen Erwärmung.

## Eisschildmodelle im Internet
- CISM - Community Ice Sheet Model, wird als Landeiskomponente des Community Climate System Model (CCSM) entwickelt.
- Elmer/Ice, ein Finite-Elemente-Modell mit speziellen Modulen für Full-Stokes-Dynamik (d. h., es werden keine Spannungskomponenten vernachlässigt).
- ISSM - Ice Sheet System Model, ein parallelisiertes, auf Finiten Elementen basierendes Eisschildmodell.
- PISM - Parallel Ice Sheet Model, welches Schelfeise und Eisströme beinhaltet.
- SICOPOLIS - SImulation COde for POLythermal Ice Sheets, ein dreidimensionales Eisschildmodell, das polytherme Bedingungen (Koexistenz von Eis auf dem Druckschmelzpunkt und unter dem Druckschmelzpunkt in verschiedenen Teilen eines Eisschilds) berücksichtigt.